# Фінал кубка Англії з футболу 1987
Фінал кубка Англії з футболу 1987 — 106-й фінал найстарішого футбольного кубка у світі. Учасниками фіналу були  «Ковентрі Сіті» і «Тоттенгем Готспур».
Фаворитами двобою вважалися «Тоттенгем Готспур», які на той момент вже були семиразовими володарями Кубка Англії і у випадку перемоги стали б одноосібними рекордсменами за кількістю перемог у цьому турнірі. Проте перемогу у фіналі 1987 року здобув «Ковентрі Сіті», для якого цей трофей став першим і наразі єдиним в історії.
Основний час матчу завершився унічию 2:2, а у додатковий час переможний для «Ковентрі» гол забив захисник «Тоттенгема» Гері Меббатт, автор одного з голів своєї команди в основний час, зрізавши м'яч у власні ворота. Відтоді цей гравець став легендарною фігурою серед уболівальників «Ковентрі Сіті», а згодом їх фанатський журнал отримав назву «Коліно Гері Меббатта» (англ. Gary Mabbutt's Knee).

## Шлях до фіналу
| «Ковентрі Сіті»     | «Ковентрі Сіті» | «Ковентрі Сіті»          | Раунд           | «Тоттенгем Готспур» | «Тоттенгем Готспур» | «Тоттенгем Готспур»      |
| ------------------- | --------------- | ------------------------ | --------------- | ------------------- | ------------------- | ------------------------ |
| Суперник            | Результат       | Матчі                    |                 | Суперник            | Результат           | Матчі                    |
| «Болтон Вондерерз»  | 3-0             | 3-0 вдома                | Третій раунд    | «Сканторп Юнайтед»  | 3-2                 | 3—2 вдома                |
| «Манчестер Юнайтед» | 1–0             | 1–0 на виїзді            | Четвертий раунд | «Крістал Пелес»     | 4–0                 | 4—0 вдома                |
| «Сток Сіті»         | 1–0             | 1–0 на виїзді            | П'ятий раунд    | «Ньюкасл Юнайтед»   | 1–0                 | 1—0 вдома                |
| «Шеффілд Венсдей»   | 3–1             | 3-1 на виїзді            | Шостий раунд    | «Вімблдон»          | 2–0                 | 2—0 на виїзді            |
| «Лідс Юнайтед»      | 3–2             | 3–2 на нейтральному полі | 1/2 фіналу      | «Вотфорд»           | 4–1                 | 4–1 на нейтральному полі |

## Матч
| 16 травня 1987 15:00 |

| «Ковентрі Сіті»                        | 3–2 д.ч. | «Тоттенгем Готспур»     |
| -------------------------------------- | -------- | ----------------------- |
| Беннетт 8' Гаучен 62' Меббатт 95' (аг) | Протокол | К. Аллен 2' Меббатт 40' |

| Вемблі, Лондон Глядачів: 96 000 Арбітр: Ніл Мідглі |

| «Ковентрі Сіті» | «Тоттенгем Готспур» |

|                              |    |                    |  |     |
|                              |    |                    |  |     |
| ВР                           | 1  | Стів Огризович     |  |     |
| ПЗ                           | 2  | Девід Філліпс      |  |     |
| ЛЗ                           | 3  | Грег Даунс         |  |     |
| ПЗ                           | 4  | Ллойд Макграт      |  |     |
| ЦЗ                           | 5  | Браян Кілклайн (к) |  | 89' |
| ЦЗ                           | 6  | Тревор Пік         |  |     |
| ПЗ                           | 7  | Дейв Беннетт       |  |     |
| ПЗ                           | 8  | Мікі Гінн          |  |     |
| НП                           | 9  | Сірілл Реджис      |  |     |
| НП                           | 10 | Кіт Гаучен         |  |     |
| ПЗ                           | 11 | Нік Пікерінг       |  |     |
| Запасні:                     |    |                    |  |     |
| ЗХ                           | 14 | Грем Роджер        |  | 89' |
| ПЗ                           | 12 | Стів Седглі        |  |     |
| Тренери:                     |    |                    |  |     |
| Джон Сіллетт і Джордж Кертіс |    |                    |  |     |

|                  |    |                  |  |     |
|                  |    |                  |  |     |
| ВР               | 1  | Рей Клеменс      |  |     |
| ПЗ               | 2  | Кріс Г'ютон      |  | 97' |
| ЛЗ               | 3  | Мітчелл Томас    |  |     |
| ПЗ               | 4  | Стів Годж        |  |     |
| ЦЗ               | 5  | Річард Гаф (к)   |  |     |
| ЦЗ               | 6  | Гері Меббатт     |  |     |
| НП               | 7  | Клайв Аллен      |  |     |
| ПЗ               | 8  | Пол Аллен        |  |     |
| ПЗ               | 9  | Кріс Водл        |  |     |
| ПЗ               | 10 | Гленн Годдл      |  |     |
| ПЗ               | 11 | Освальдо Арділес |  | 91' |
| Запасні:         |    |                  |  |     |
| НП               | 12 | Ніко Класен      |  | 97' |
| ЗХ               | 14 | Гері Стівенс     |  | 91' |
| Головний тренер: |    |                  |  |     |
| Девід Пліт       |    |                  |  |     |